# 小曉
《小曉》是一部2023年上映的臺灣電影，由靳家驊執導，該電影於2023年12月8日於臺灣上映。

## 劇情
國小五年級的周小曉患有輕微的過動症，思維與其他同齡小孩不太一樣，顯得有些突出，因此遭受同學的霸凌與孤立。她的母親薇芳對於小曉的情況感到無奈，同時父親因長期在外工作，使薇芳成為唯一的照顧者。這樣的環境讓母女關係一直處於緊張邊緣。而班導保羅，一位有耐心且善良的老師，意外地成為母女之間的中介者，進一步帶來生活上的種種變化。

## 演員列表
- 林品彤 飾演 周小曉
- 陳意涵 飾演 莊薇芳
- 劉俊謙 飾演 陳保羅
- 鄭志偉 飾演 工友
- 鄭有傑 飾演 楊組長
- 劉冠廷 飾演 計程車司機
- 施名帥 飾演 小曉爸爸
- 朱語晴 飾演 曉珊
- 蔡亘晏 飾演 小曉同班同學家長
- 朱芷瑩 飾演 小曉同班同學家長
- 鄭逸軒 飾演 朱柏聰
- 張婷鈞 飾演 校門女家長
- 黃浩詠 飾演 學校老師

## 製作
該電影最初於2017年開始構思，並於2020年獲得第42屆優良電影劇本特優獎。電影於2022年6月21日舉行開鏡，其中監製葉如芬、王小茵、靳家驊及三位演員皆出席開鏡儀式。

## 發行
《小曉》於2023年10月4日發佈首支預告，2023年12月8日於臺灣正式上映。

## 獎項
| 單位                  | 日期           | 獎項             | 入圍者／作品   | 結果 | 參          |
| --------------------- | -------------- | ---------------- | -------------- | ---- | ----------- |
| 第60屆金馬獎          | 2023年11月25日 | 最佳女主角       | 林品彤         | 獲獎 | [ 3 ] [ 4 ] |
| 第60屆金馬獎          | 2023年11月25日 | 最佳女配角       | 陳意涵         | 提名 | [ 5 ]       |
| 第60屆金馬獎          | 2023年11月25日 | 最佳原著劇本     | 靳家驊         | 提名 | [ 5 ]       |
| 第60屆金馬獎          | 2023年11月25日 | 最佳視覺效果     | 凃維廷         | 提名 | [ 5 ]       |
| 第60屆金馬獎          | 2023年11月25日 | 最佳美術設計     | 黃美清、鄭嘉政 | 提名 | [ 5 ]       |
| 第60屆金馬獎          | 2023年11月25日 | 最佳原創電影音樂 | 福多瑪         | 提名 | [ 5 ]       |
| 第60屆金馬獎          | 2023年11月25日 | 最佳音效         | 胡序嵩、李俊逸 | 提名 | [ 5 ]       |
| 第17屆亞洲電影大獎    | 2024年3月10日  | 最佳女主角       | 林品彤         | 提名 |             |
| 第5屆台灣影評人協會獎 | 2024年4月23日  | 最佳劇本         | 靳家驊         | 提名 |             |
| 第5屆台灣影評人協會獎 | 2024年4月23日  | 最佳女演員       | 林品彤         | 提名 |             |
| 第5屆台灣影評人協會獎 | 2024年4月23日  | 最佳女演員       | 陳意涵         | 獲獎 |             |
| 第26屆台北電影獎      | 2024年7月6日   | 最佳劇情長片     | 《小曉》       | 提名 |             |
| 第26屆台北電影獎      | 2024年7月6日   | 最佳編劇         | 靳家驊         | 提名 |             |
| 第26屆台北電影獎      | 2024年7月6日   | 最佳女主角       | 林品彤         | 獲獎 |             |
| 第26屆台北電影獎      | 2024年7月6日   | 最佳男配角       | 劉俊謙         | 提名 |             |
| 第26屆台北電影獎      | 2024年7月6日   | 最佳女配角       | 陳意涵         | 獲獎 |             |
| 第26屆台北電影獎      | 2024年7月6日   | 最佳視覺效果     | 凃維廷         | 提名 |             |

## 外部連結
- 小曉 - 台北金馬影展Taipei Golden Horse Film Festival （页面存档备份，存于）